# Merénylet Robert Fico ellen
2024. május 15-én Juraj Cintula lőfegyveres merényletet követett el Robert Fico, Szlovákia miniszterelnöke ellen Nyitrabányán. Az elkövetőt azonnal letartóztatták, Fico életveszélyes állapotban került kórházba és több órás műtéten esett át.

## A merénylet
A merénylet egy kulturális központ előtt történt, Nyitrabányán. Szemtanúk szerint a lövések után, amik a hasát, mellkasát és a karját érték, Fico a földre esett. Az elkövetőt azonnal letartóztatták. Három minisztert, akik szintén a helyszínen voltak, kimenekítettek.
Ficót biztonsági emberei egy autóba rakták és a helyi kórházba szállították, mielőtt Besztercebányára vitték volna helikopterrel. A belügyminisztérium szerint Fico magánál volt, miközben szállították, majd egy Facebook-poszt a miniszterelnök oldalán bejelentette, hogy életveszélyes állapotban volt (órákkal később viszont azt írták a sajtóban, hogy a szlovák kormányfő jelenleg mélyaltatásban van, de még nincs túl az életveszélyen; innentől kezdve csak a szervezetén múlik, hogy életben marad-e.) Az esemény napján 20:00-kor már három és fél órája volt műtőben Fico.

## Elkövető
Az elkövetőt, a 71 éves írót, Juraj Cintulát, a helyszínen letartóztatták, mind rendőrök, mind civilek segítségével. A fegyvert Cintula legálisan szerezte meg, mivel biztonsági őrként dolgozott. Az író Léván élt, több könyvet is kiadott, néhány évvel a merénylet előtt megalapította a „Mozgalom az Erőszak Ellen” szervezetet. A szlovák belügyminisztérium szerint a merénylet motivációja politikai volt. Őrizetbe vétele után Cintula arról beszélt, hogy egy hónapig tervezte a merényletet, mivel nem ért egyet a kormány politikájával, például a köztévé megszüntetésével. Az írószövetség elhatárolódott tőle, és kizárta tagjai közül.
Cintula fia a sajtó kérdésére csak annyit mondott apja Ficóval kapcsolatos nézeteiről, hogy „nem rá szavazott”. Május 16-án Matúš Šutaj Eštok belügyminiszter azt nyilatkozta róla, hogy „magányos farkas, aki nemrégiben az elnökválasztási kampány során radikalizálódott.”

## Reakciók
A belügyminisztérium nevezte a lövöldözést először merényletnek. Zuzana Čaputová, Szlovákia köztársasági elnöke, brutálisnak nevezte a támadást. Michal Šimečka, az ellenzéki Progresszív Szlovákia párt vezetője is elítélte a merényletet. Peter Pellegrini megválasztott köztársasági elnök a szlovákiai politikai viszálykodásokat hibáztatta a merényletért.

### Nemzetközi reakciók
- Csehország: Petr Fiala miniszterelnök és több cseh politikus is elítélte a merényletet.[22]
- Egyesült Államok: Joe Biden elnök elítélte a „borzalmas” erőszakot és jelezte, hogy országa készen áll segíteni bármiben.[23]
- Egyesült Királyság: Rishi Sunak miniszterelnök elítélte a merényletet és kifejezte együttérzését Fico családjával.[24]
- ENSZ: António Guterres főtitkár szóvivője kijelentette, hogy elítéli a támadást.[23]
- Európai Unió: Charles Michel, az Európai Tanács elnöke, kijelentette, hogy semmi sem indokolhat ilyen erőszakot.[23]
- Észtország: Kaja Kallas miniszterelnök azt nyilatkozta, hogy a merénylet támadás volt a demokrácia ellen.[25]
- Franciaország: Emmanuel Macron elítélte a támadást és kifejezte együttérzését.[23]
- Írország: Micheál Martin külügyminiszter kijelentette, hogy a támadás egyben támadás a demokrácia ellen is.[25]
- Lengyelország: Andrzej Duda elnök és Donald Tusk miniszterelnök is elítélte a merényletet.[25][26]
- Magyarország: Orbán Viktor miniszterelnök Facebookon a következő üzenetet közölte: „Mély megdöbbenéssel értesültem a Robert Fico barátomat ért szörnyű támadásról. Imádkozunk a mielőbbi felépüléséért.”[24]
- NATO: Jens Stoltenberg főtitkár kifejezte együttérzését Fico családjával.[25]
- Németország: Olaf Scholz kancellár kijelentette, hogy erőszaknak nincs helye a politikában.[24]
- Olaszország: Giorgia Meloni miniszterelnök elítélte az erőszak minden formáját.[23]
- Oroszország: Vlagyimir Putyin méltatta a szlovák kormányfőt, elítélve a bűncselekményt.[23]
- Ukrajna: Volodimir Zelenszkij elnök szörnyűnek nevezte a merényletet és kifejezte együttérzését a szlovák néppel.[25]

## Vizsgálat
A Szlovák Információs Szolgálat (SIS) Robert Fico miniszterelnök utasítására jelentést készített a merénylet körülményeiről. A közjogi méltóságokat védő hivatal jelentése szerint a testőr, akinek az lett volna a dolga, hogy testével megvédje a szlovák kormányfőt és a töltények útjába álljon, hibázott, mert ösztönösen viselkedett, és elugrott a lövések elől. Két rendőrt és egy védelemért felelős tisztviselőt elbocsátottak.[forrás?]